# Acide alcénoïque
Un acide alcénoïque est un type de composé organique comportant un groupe carboxyle (acide carboxylique), ainsi qu'au moins une liaison double carbone-carbone dans sa chaîne carbonée. Parmi ces acides, on compte certains acides gras présents dans les graisses, les acides gras insaturés, par exemple l'acide linoléique.
On peut également citer parmi les acides alcénoïques de grande importance industrielle et commerciale l'acide acrylique, dont les esters, amides, et nitriles servent de monomère  dans la production de plastiques et d'adhésifs.

Acide linoléique
Acide acrylique